# La Petite Lili
La Petite Lili è un film del 2003 diretto da Claude Miller, ispirato a Il gabbiano di Anton Čechov.

## Trama
Un gruppo di cineasti trascorre il periodo estivo in una proprietà nell'Île-aux-Moines, in Bretagna: la famosa attrice francese Mado Marceaux, il figlio Julien, aspirante regista, e Brice, attuale compagno di Mado e direttore dei suoi ultimi film.
Julien si innamora di Lili, una giovane del posto desiderosa di entrare nel mondo del cinema. La ragazza prova sentimenti di affetto nei confronti di Julien, ma l'ambizione la spinge da Brice, regista già affermato. Quest'ultimo è sensibile al fascino di Lili, perciò le propone di lasciare tutto per trasferirsi a Parigi.
Cinque anni più tardi Lili è diventata attrice e ha lasciato Brice. Julien, che si è sposato e ha una figlia, è invece un regista; il suo ultimo lavoro è ispirato alla storia d'amore che visse con Lili in Bretagna, e proprio Lili, venendo a conoscenza del progetto, interpreterà se stessa nel film.

## Premi e candidature
- Festival di Cannes
  - Nomination Palma d'oro (2003)
- Chicago International Film Festival
  - Vinto Silver Hugo alla miglior attrice (2003) - Ludivine Sagnier
- Premi César
  - Vinto Premio César per la migliore attrice non protagonista (2004) - Julie Depardieu
  - Vinto Premio César per la migliore promessa femminile (2004) - Julie Depardieu
  - Nomination Premio César per il miglior regista (2004) - Claude Miller
  - Nomination Premio César per il migliore attore non protagonista (2004) - Jean-Pierre Marielle